# Beharovce
Beharovce (allemand : Bechersdorf ,hongrois : Beharócz) est un village de Slovaquie situé dans la région de Prešov.

## Histoire
La première mention écrite du village date de 1338.

## Démographie

### Évolution de la population
| Année:               | 1994. | 2004.    | 2014.    | 2024.    |
| -------------------- | ----- | -------- | -------- | -------- |
| Nombre de personnes: | 166   | 184      | 163      | 181      |
| Différence:          |       | +10,84 % | -11,41 % | +11,04 % |

| Année:               | 2023. | 2024.   |
| -------------------- | ----- | ------- |
| Nombre de personnes: | 186   | 181     |
| Différence:          |       | -2,68 % |